# Cloruro di cobalto
Il cloruro di cobalto, nome sistematico cloruro di cobalto(II), o anche dicloruro di cobalto, è il composto binario di cobalto e cloro  avente formula CoCl2 ed è anche il sale di cobalto(II) dell'acido cloridrico.
Il composto forma diversi idrati CoCl2 • n H2O, con n = 1, 2, 6 e 9. Non è stata confermata la formazione di tri- e tetraidrati. Il diidrato è viola e l'esaidrato è rosa. Di solito viene fornito come esaidrato, forma nella quale è uno dei composti di cobalto più comunemente usati in laboratorio.
A causa della facilità della reazione di idratazione/disidratazione e del conseguente cambiamento di colore, il cloruro di cobalto viene utilizzato come indicatore per l'acqua negli essiccanti.
Gli usi di nicchia del cloruro di cobalto includono il suo ruolo nella sintesi organica e nella galvanostegia con cobalto.
Il cloruro di cobalto è stato classificato come sospetto cancerogeno dall'Agenzia europea delle sostanze chimiche.

## Proprietà

### Anidro
A temperatura ambiente, il cloruro di cobalto anidro ha la struttura del cloruro di cadmio(II) (CdCl2) (R3m) in cui gli ioni cobalto(II) sono coordinati ottaedricamente. A circa 706 °C (20 gradi sotto il punto di fusione), si ritiene che la coordinazione cambi in tetraedrico. La tensione di vapore è stata riportata come 7,6 mmHg nel punto di fusione.

### In soluzione
Il cloruro di cobalto è abbastanza solubile in acqua. Sotto pressione atmosferica, la concentrazione di massa di una soluzione satura di CoCl2 in acqua è circa il 54% nel punto di ebollizione, 120,2 °C; 48% a 51,25 °C; 35% a 25 °C; 33% a 0 °C; e 29% a -27,8 °C.
Soluzioni acquose diluite di CoCl2 contengono la specie [Co(H2O)6]2+, oltre al doppio di ioni cloruro. Le soluzioni concentrate sono rosse a temperatura ambiente ma diventano blu a temperature più elevate.

### Idrato
L'unità di cristallo del solido esaidrato CoCl2•6H2O contiene la molecola neutra trans-CoCl2(H2O)4 e due molecole di acqua di cristallizzazione. Questa specie si dissolve facilmente in acqua e alcool.
Il sale anidro è igroscopico e l'esaidrato è deliquescente.

## Sintesi
Il cloruro di cobalto può essere preparato in soluzione acquosa da idrossido di cobalto(II) o carbonato di cobalto(II) e acido cloridrico:
{\displaystyle {\ce {CoCO3 + 2 HCl (aq) -> CoCl2 (aq) + CO2}}}
{\displaystyle {\ce {Co(OH)2 + 2 HCl (aq) -> CoCl2 (aq) + 2H2O}}}
Il diidrato solido e l'esaidrato possono essere ottenuti per evaporazione. Le soluzioni acquose sature di raffreddamento producono il diidrato tra 120,2 °C e 51,25 °C e l'esaidrato al di sotto di 51,25 °C. Il ghiaccio d'acqua, anziché dal cloruro di cobalto, si cristallizzerà da soluzioni con concentrazione inferiore al 29%. Le forme monoidrata e anidra possono essere ottenute raffreddando soluzioni solo ad alta pressione, rispettivamente sopra 206 °C e 335 °C.
Il composto anidro può essere preparato riscaldando gli idrati.  A riscaldamento rapido o in un contenitore chiuso, ciascuno degli idrati si scioglie parzialmente in una miscela del successivo idrato inferiore e di una soluzione satura, rispettivamente a 51,25 °C, 206 °C e 335 °C. Se il riscaldamento è lento e in un contenitore aperto, l'acqua evapora da ciascuno dei tre solidi idrati, lasciando il successivo idrato inferiore - rispettivamente a circa 40 °C, 89 °C e 126 °C .
La disidratazione può anche essere effettuata con trimetilsililcloruro:
{\displaystyle {\ce {CoCI2*6H2O + 12 (CH3)3SiCl -> CoCl2 + 6 [(CH3)3SiCl]2O + 12 HCl}}}
Il composto anidro può essere purificato mediante sublimazione sotto vuoto.

## Reazioni
In laboratorio, il cloruro di cobalto(II) funge da precursore comune di altri composti del cobalto. Generalmente, le soluzioni acquose del sale si comportano come altri sali di cobalto(II) poiché queste soluzioni sono costituite dallo ione [Co(H2O)6]2+ indipendentemente dall'anione. Ad esempio, tali soluzioni forniscono un precipitato di solfuro di cobalto CoS al trattamento con acido solfidrico H2S.

### Complessi clorurati
L'esaidrato e il sale anidro sono acidi di Lewis deboli. Gli addotti sono generalmente ottaedrici o tetraedrici. Con piridina (C5H5N), si ottiene un complesso ottaedrico:
{\displaystyle {\ce {CoCl2*6H2O + 4 C5H5N -> CoCl2 (C5H5N)4 + 6 H2O}}}
Con trifenilfosfina (P(C6H5)3), risulta un complesso tetraedrico:
{\displaystyle {\ce {CoCl2*6H2O + 2 P (C6H5)3 -> CoCl2[P(C6H5)3]2 + 6H2O}}}
I sali del complesso anionico CoCl42− possono essere preparati usando cloruro di tetraetilammonio:
{\displaystyle {\ce {CoCl2 + 2[(C2H5)4N]Cl -> [(C2H5)4N]2[CoCl4]}}}
Lo ione [CoCl4]2- è lo ione blu che si forma con l'aggiunta di acido cloridrico a soluzioni acquose di cloruro di cobalto idrato, che sono rosa.

### Riduzione
La reazione del composto anidro con ciclopentadienuro di sodio dà cobaltocene Co(C5H5)2. Questa specie di 19 elettroni è un buon agente riducente, essendo prontamente ossidata al catione giallo di cobalticinio con 18 elettroni [Co(C5H5)2]+

### Ossidazione a cobalto(III)
Esistono composti di cobalto nello stato di ossidazione +3, come il fluoruro di cobalto(III) CoF3, nitrato Co(NO3)3 e solfato Co2(SO4)3; tuttavia, il cloruro di cobalto(III) non è stabile in condizioni normali e si decompone immediatamente in CoCl2 e cloro.
D'altra parte, i cloruri di cobalto(III) possono essere ottenuti se il cobalto è legato anche ad altri ligandi di maggiore basicità di Lewis rispetto al cloruro, come le ammine. Ad esempio, in presenza di ammoniaca, il cloruro di cobalto(II) viene prontamente ossidato dall'ossigeno atmosferico in cloruro di esamminocobalto(III):
{\displaystyle {\ce {4 CoCl2*6H2O + 4 NH4Cl + 20 NH3 + O2 -> 4 [Co(NH3)6]Cl3 + 26H2O}}}
Reazioni simili si verificano con altre ammine. Queste reazioni sono spesso eseguite in presenza di carbone come catalizzatore o con acqua ossigenata H2O2 sostituito per ossigeno atmosferico. Altri ligandi altamente basici, tra cui carbonato, acetilacetonato e ossalato, inducono la formazione di derivati Co(III). I carbossilati e gli alogenuri semplici no.
A differenza dei complessi Co(II), i complessi Co(III) sono molto lenti nello scambio di ligandi, quindi si dice che siano cineticamente inerti. Il chimico tedesco Alfred Werner ricevette il premio Nobel nel 1913 per i suoi studi su una serie di questi composti di cobalto(III), lavoro che portò a una comprensione delle strutture di tali composti di coordinazione.

### Ossidazione a cobalto(IV)
La reazione di 1-norbonillitio con il CoCl2·THF in pentano produce il composto marrone tetrakis(1-norbornil)cobalto(IV), che è termicamente stabile.  È un raro esempio di un complesso di un metallo di transizione stabile con un composto alchilico saturo. In altri solventi si ottengono prodotti diversi.

## Rischi per la salute
Il cobalto è essenziale per la maggior parte delle forme di vita più sviluppate, ma più di qualche milligrammo al giorno è dannoso. Sebbene gli avvelenamenti siano raramente causati da composti di cobalto, la loro ingestione cronica ha causato gravi problemi di salute a dosi molto inferiori alla dose letale. Nel 1966, l'aggiunta di composti di cobalto per stabilizzare la schiuma della birra in Canada portò a una peculiare forma di cardiomiopatia indotta da tossina, che divenne nota come cardiomiopatia del bevitore di birra.
Inoltre, si sospetta che il cloruro di cobalto(II) causi il cancro secondo le ricerche dell'Agenzia internazionale per la ricerca sul cancro (IARC).
Nel periodo 2005-2006, il cloruro di cobalto è stato l'ottavo allergene più diffuso nei patch test (8,4%).